# 슈아죌비둘기
슈아죌비둘기(Choiseul pigeon)는 비둘기과 슈아죌비둘기속에 속하는 새이며, 솔로몬왕관비둘기(Solomon Islands crowned-pigeon)라고도 한다. 이 비둘기는 솔로몬 제도의 슈아절섬에 서식했으며, 1904년 발견된 것을 마지막으로 현재는 멸종하였다.
몸색깔은 머리 · 목 · 허리 · 날개 부분이 남색이며, 나머지 부분은 갈색이다. 뉴기니섬에 서식하는 서부왕관비둘기와 가장 가까운 친척 관계이며, 또한 유일하게 지상 생활을 했던 것으로 알려져 있다.